# Herbert Blankesteijn
Herbert Blankesteijn (Utrecht, 1958) is een Nederlandse journalist die zich heeft gespecialiseerd in het internet. 
Hij is de zoon van Hans Blankesteijn, theoloog, radiojournalist en kunstkenner alsmede de kleinzoon van de Doetinchemse onderwijzer Gijsbertus Blankesteijn. Zijn grootouders van moeders zijde waren oorspronkelijk afkomstig uit het Noord-Hollandse Landsmeer. Gerrit Blees en Grietje Blees-Dobber hadden een winkel in kantoorartikelen en speelgoed in Utrecht.
In 1982 begon hij als wetenschapsjournalist nadat hij natuurkunde had gestudeerd. Naast zijn activiteiten voor de schrijvende pers is hij ook werkzaam voor radio en televisie. Voor televisie is hij onder meer bijna tien jaar een van de regisseurs van Het Klokhuis geweest en presenteerde hij diverse voorlichtingsprogramma's voor Teleac/NOT.
Blankesteijn schreef eerder onder meer in NRC Handelsblad, Intermediair en De Ingenieur en op de websites van Planet en Hccnet. Blankesteijn schrijft voor onder meer PC-Active en Computer Idee. Hij is een van de oprichters van de Freelancers Associatie.

## Radio
Op BNR Nieuwsradio presenteerde hij iedere donderdagavond van 20.00 tot 20.30 uur het programma 'De Elektronische Eeuw'. Dit programma had zijn laatste uitzending op 30 oktober 2008. Vanaf 2011 maakte hij een tijd lang het BNR-programma 'BNR Digitaal'. Van december 2016 t/m juli 2024 had hij samen met Ben van der Burg iedere week een nieuwe gast in zijn podcast 'De Technoloog' om het een uur lang te hebben over nieuwe technologische ontwikkelingen. Hij presenteerde tot eind september 2024 wekelijks de radioshow en bijbehorende podcast 'Cryptocast' over cryptogeld en maakt sinds 2019 de podcast 'Space Cowboys'. 

## Boeken
- Mythen van het computertijdperk
- Het beste uit uw pc
- Het Meest Optimale Maximum (wetenschappelijke humor)
- Verbazingwekkende Vindingen van de XXe Eeuw
- Op zoek naar het Behouden Huys
- NL Digitaal - Over big data, cybercrime en virtual reality
- Vertrouw ons nou maar - Opkomst en ondergang van de stemcomputer
- Bitcoin & Blockchain - De ontregelende opmars van cryptocurrency's